# Філірування волосся

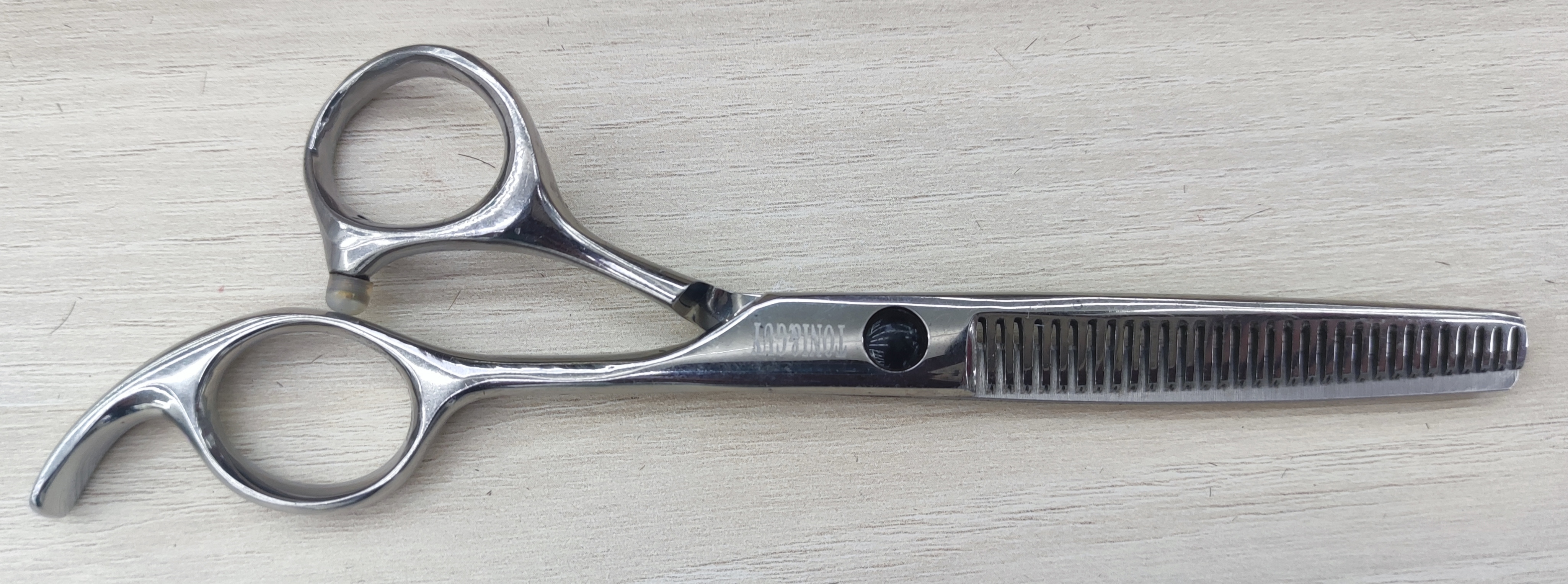
Філірувальні ножиці

Філірування волосся - це проріджування локонів волосся під час створення стрижки, як правило виконується  спеціальними філірувальними ножицями або філірувальною бритвою, хоча інколи спеціалісти використовують звичайні ножиці і бритви. Під час філірування волосся зістригаються окремі прядки, які знаходяться зазвичай на різній висоті. 
Філірування потрібне передусім, для додавання обсягу рідким та тьмяним локонам або для укладання занадто густого волосся. За допомогою нього можна скорегувати чи навіть повністю змінити форму зачіски. Філірування що виконано досвідченим майстром, додає зачісці завершеність та оформленість, створює останні штрихи зачіски, пом'якшує грубі лінії, забезпечує плавні та красиві переходи. Філіроване волосся не рідко виглядає природніше ніж волосся просто зрізане по прямій лінії. Залежно від задуму зачіски процедура виконується, по всій довжині або на окремих ділянках, частіше за все на кінчиках
. Для позитивного результату філірування волосся повинен здійснювати виключно перукар.